# Perna
Perna — род двустворчатых моллюсков из семейства митилид. Длина раковины от 15 (Perna canaliculus) до 17 (Perna perna) см. Обитают в водах Атлантического, Индийского океанов и Тихого океана. Они безвредны для человека, их охранный статус не определён, служат объектами промысла.

## Классификация
На сентябрь 2023 года в род включают 3 вида:
- Perna canaliculus (Gmelin, 1791)
- Perna perna (Linnaeus, 1758) typus
- Perna viridis (Linnaeus, 1758)